# Anarky
Anarky, il cui vero nome è Lonnie Machin, è un personaggio dei fumetti creato da Alan Grant e Norm Breyfogle pubblicato dalla DC Comics. Il personaggio fa il suo esordio nel novembre 1989 su Detective Comics n. 608.
L'ispirazione per la creazione e lo sviluppo del personaggio, si basava sull'interesse personale di Grant per la filosofia e la politica anti-autoritaria. Tuttavia, quando Grant ha adottato la filosofia di Neo-Tech, ideata da Frank R. Wallace, ha trasformato Anarky da un veicolo per la filosofia socialista e populista, a razionalista, ateo e pensatore del libero mercato.

## Storia editoriale
Originariamente ispirato ai suoi orientamenti politici personali, Alan Grant ha avuto l'idea di introdurre la filosofia anarchica nei fumetti di Batman. Nel tentativo di emulare il successo di Chopper, un giovane ribelle del giudice Dredd, ha pensato al personaggio come un vigilante anarchico di dodici anni, per il quale i lettori avrebbero simpatizzato nonostante i metodi duri del personaggio. Le uniche istruzioni che diede al suo partner, l'illustratore Norm Breyfogle, erano che Anarky sarebbe stato progettato come una via di mezzo tra V e la spia nera del fumetto Spy vs. Spy, pubblicato sulla rivista Mad. Il personaggio avrebbe dovuto indossare un costume che mascherava la sua giovinezza, e avrebbe dovuto avere un "estensore della testa" per allungare il collo, creando un aspetto pauroso. Grant voleva mascherare la vera identità del personaggio per confondere il lettore, facendogli credere che l'anarchico fosse un adulto.
Creato in origine come avversario di Batman destinato ad apparire solamente in una storia, avrebbe dovuto essere un giovane violento e intelligente pronto a uccidere per una causa importante; l'editor Dennis O'Neil spinse gli autori a cambiare l'impostazione del personaggio, che diventò quindi un giovane violento, ma non un assassino. I temi delle sue storie sono per la maggior parte di natura politica e filosofica.
In seguito a una positiva accoglienza del personaggio l'autore Alan Grant lo ripropose in numerose altre storie (tra cui una miniserie di 4 numeri nel 1997, una serie regolare durata soli 8 numeri nel 1999 e un volume, Batman: Anarky, che raccoglieva tutte le storie in cui era comparso Anarky). Dopo la cancellazione della serie (in cui veniva rivelata una relazione di parentela tra il personaggio e il Joker, probabilmente suo padre), Anarky è comparso pochissimo nelle pubblicazioni della DC.

## Altri media

### Televisione
- Anarky è l'antagonista principale della serie animata Beware the Batman.[7][8]
- Anarky appare nella quarta stagione della serie televisiva Arrow, interpretato dal Alexander Calvert.[9] Nella descrizione ufficiale del personaggio, viene detto che: "Lonnie Machin (AKA Anarky) è un criminale autonomo che è disposto a fare tutto ciò che serve per impressionare un potenziale datore di lavoro".[10]

### Videogiochi
- Il 20 maggio 2013, il sito Computer and Video Games ha confermato che Anarky avrebbe debuttato nel videogioco Batman: Arkham Origins, prequel della saga Batman: Arkham[11]. Nel gioco è il protagonista di una missione secondaria in cui si devono disinnescare alcune bombe piazzate in città dai suoi scagnozzi.
- In Batman: Arkham Knight si possono trovare il suo giubbotto e la sua maschera nel deposito prove della centrale di polizia di Gotham.